# Fondationnalisme

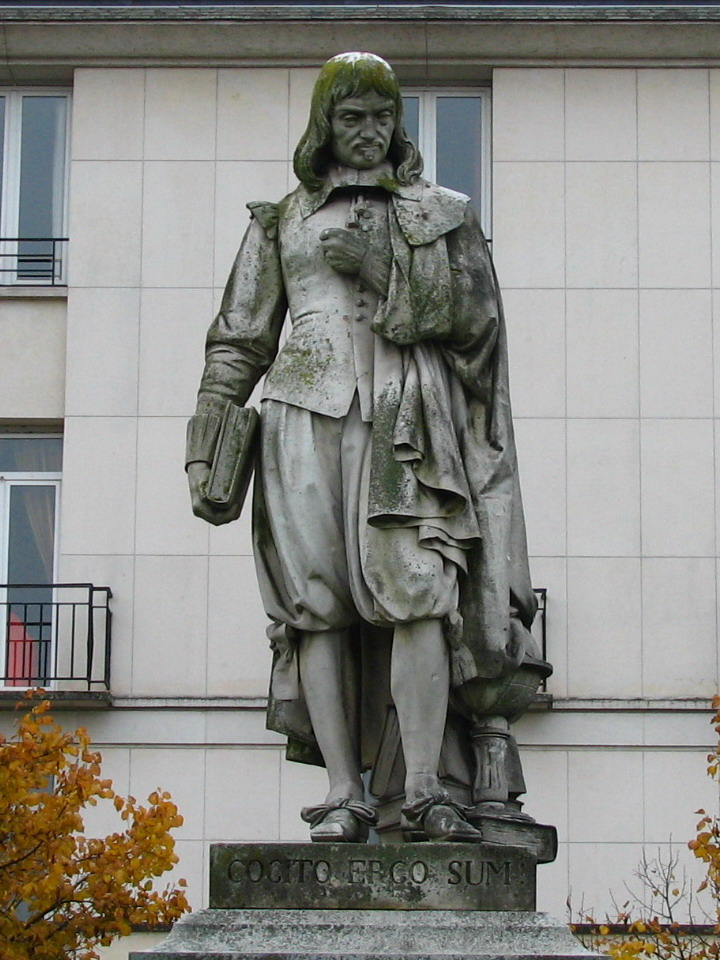
Buste de René Descartes.

En philosophie de la connaissance, le fondationnalisme est, la théorie selon laquelle nos connaissances sont justifiées si elles reposent sur des croyances de base qui sont évidentes (c'est-à-dire justifiées par elles-mêmes). Ces dernières croyances sont non-inférentielles en ce sens qu'elles ne sont pas inférées à partir d'autres croyances.
On distingue deux types de fondationnalisme : d'une part, celui pour lequel les croyances de base sont justifiées par des états ou événements mentaux, comme l'expérience, qui ne sont pas des croyances ; d'autre part, celui pour lequel ces croyances ne sont pas de nature à être justifiées.